# Хитрейки
Хитрейки (укр. Хитрейки) — село в Добросинско-Магеровской сельской общине Львовского района Львовской области Украины.
Население по переписи 2001 года составляло 470 человек. Занимает площадь 16,74 км². Почтовый индекс — 80339. Телефонный код — 3252.